# Гаттінген
Гаттінген (нім. Hattingen) — місто в Німеччині, розташоване в землі Північний Рейн-Вестфалія. Підпорядковується адміністративному округу Арнсберг. Входить до складу району Еннепе-Рур.
Площа — 71,40 км2. Населення становить 54 278 ос. (станом на 31 грудня 2020).

## Галерея

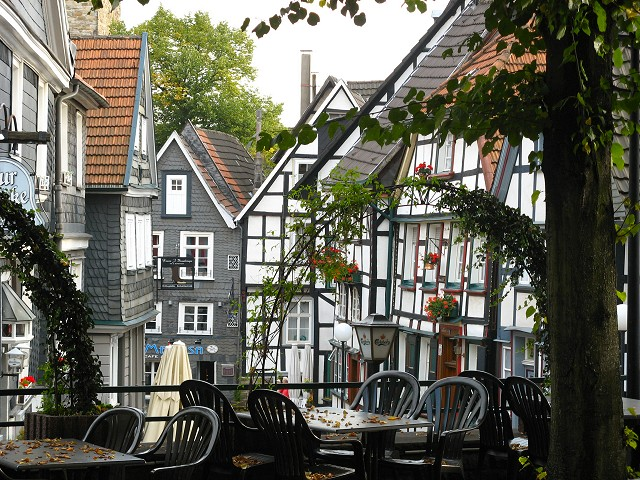
Історичне місто
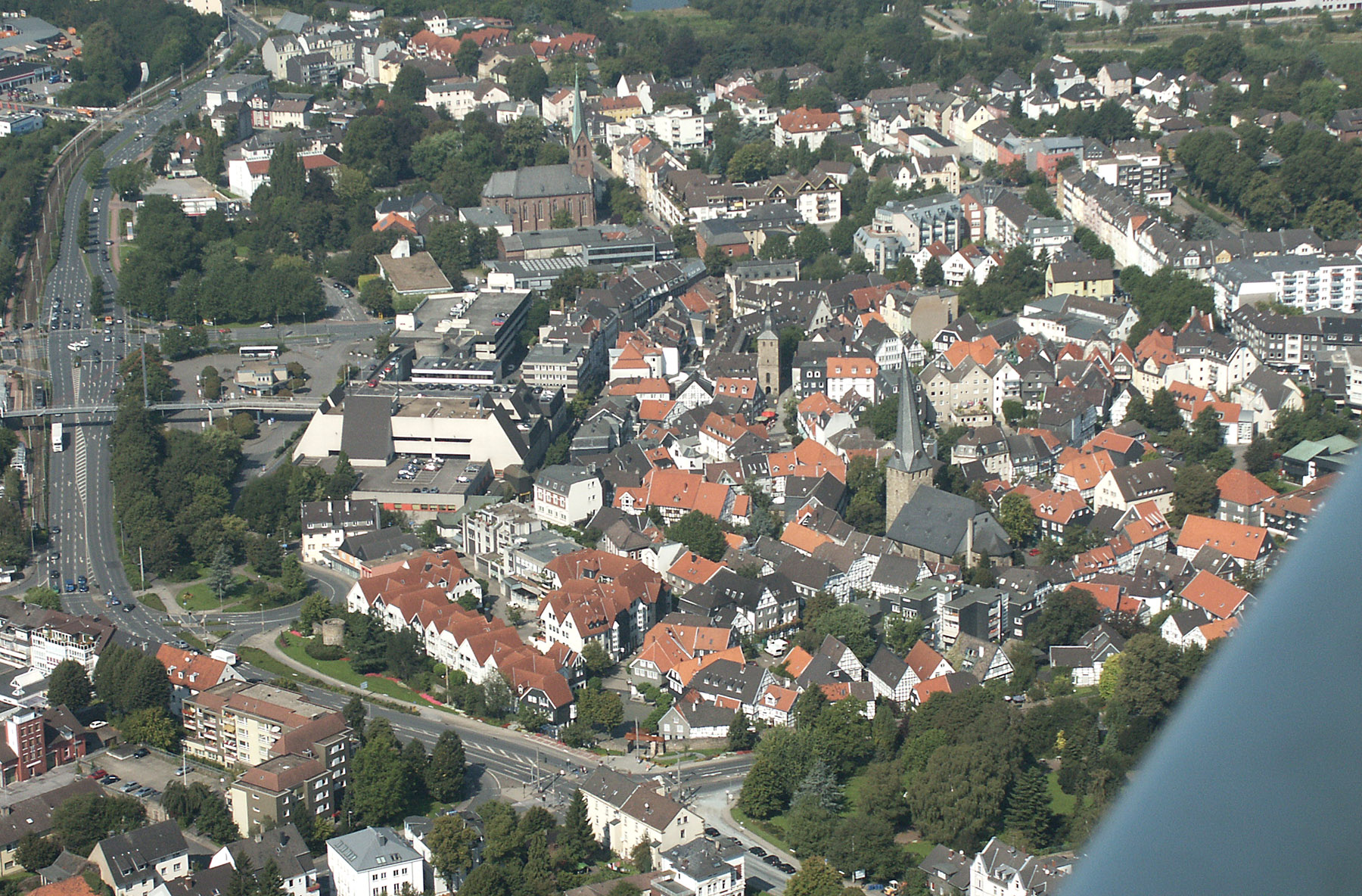
Вигляд згори
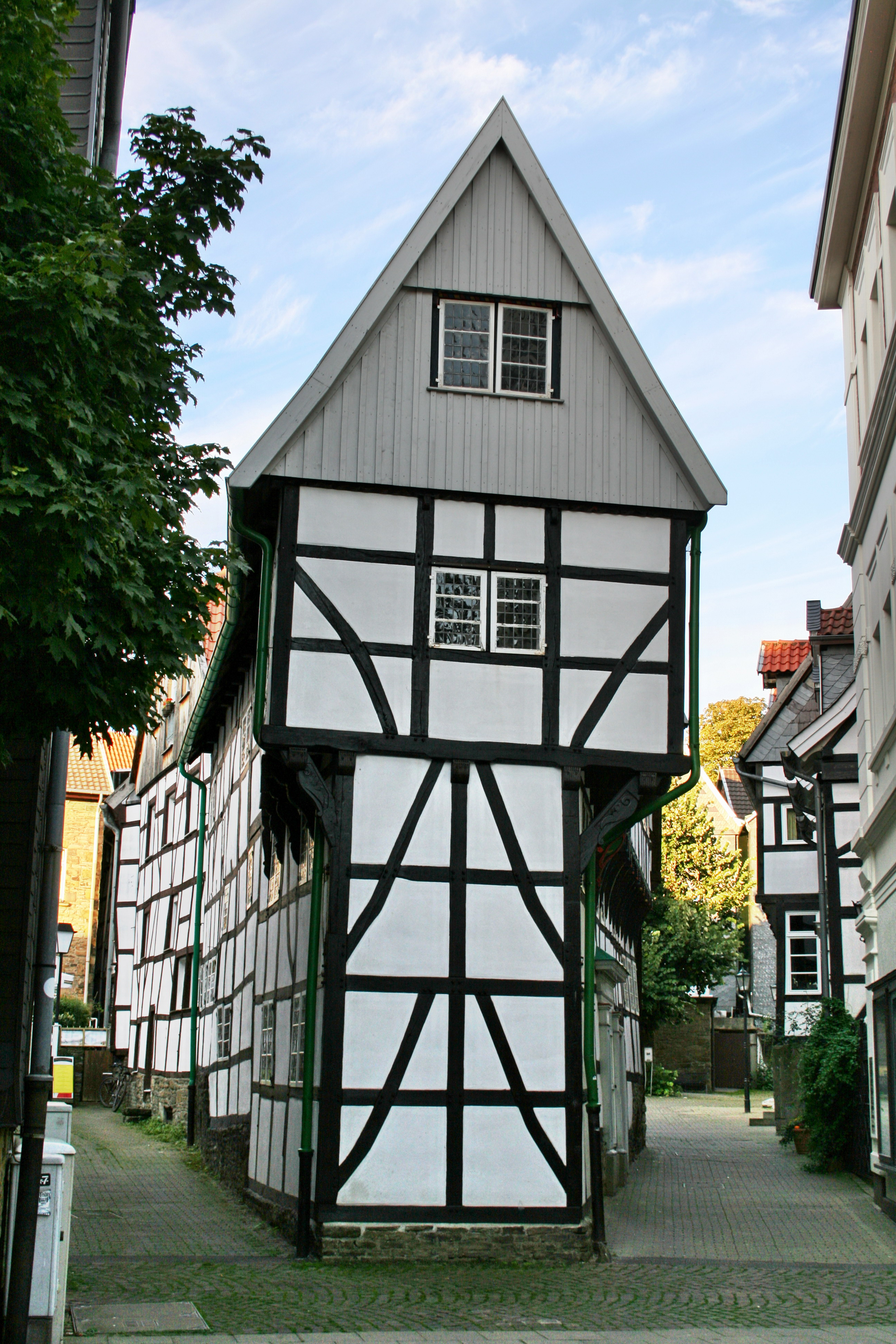
Історичний будинок, фахверк
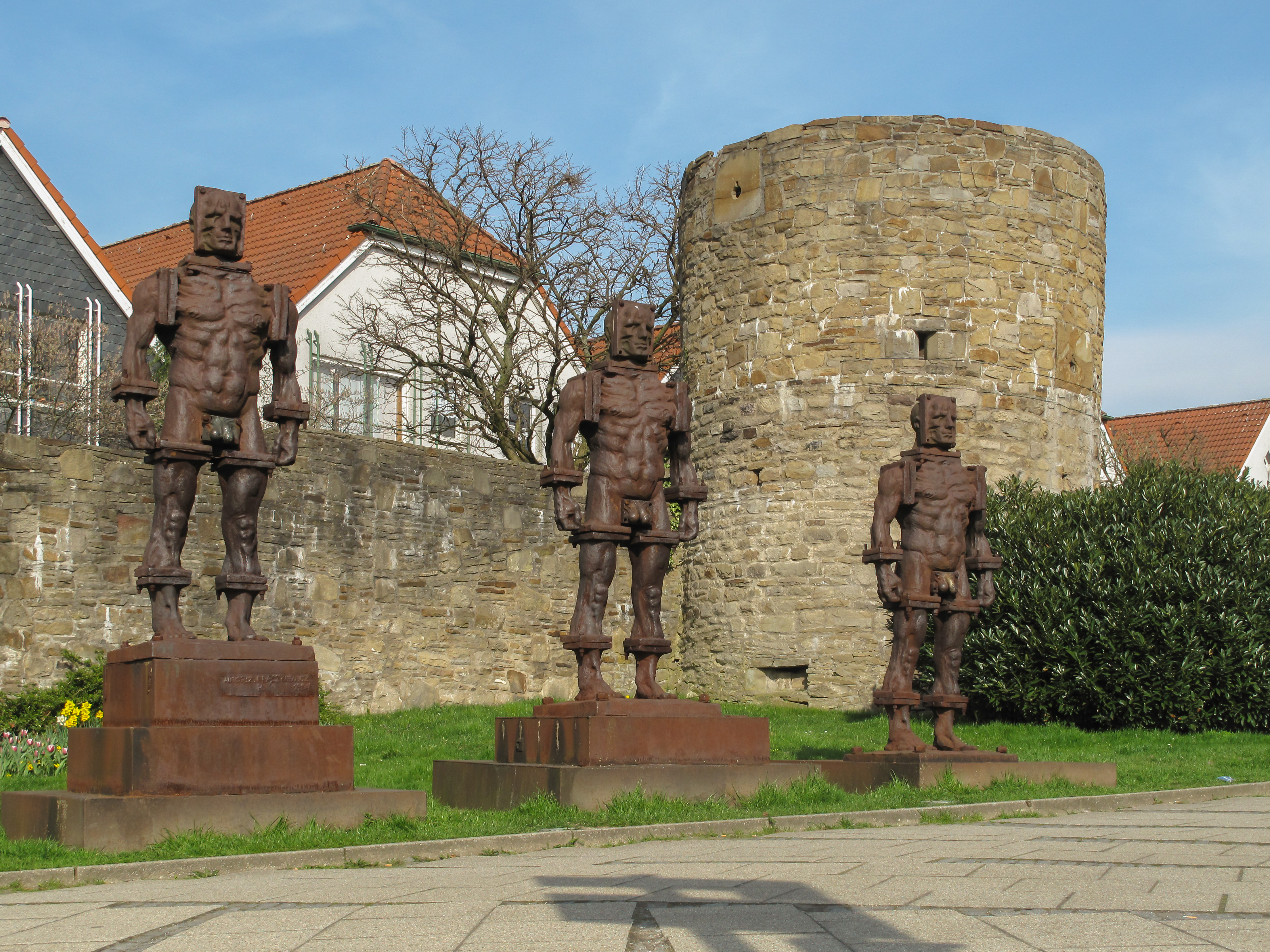